# Stefan van der Lei
Stefan van der Lei (Groningen, 5 maart 1993) is een Nederlands voetballer die als doelman bij VV Pelikaan-S speelt.

## Carrière
Stefan van der Lei speelde in de jeugd van VV Helpman en de gezamenlijke jeugdopleiding van FC Groningen en SC Cambuur. In deze periode speelde hij enkele jeugdinterlands voor Nederlandse jeugdelftallen. Van 2012 tot 2017 was hij reservekeeper bij FC Groningen. Hij zat regelmatig op de bank, maar kwam nooit in actie. De eerste helft van het seizoen 2014/15 werd hij verhuurd aan FC Emmen, waar hij ook reservekeeper werd en niet in actie kwam. Na de toetreding van Jong FC Groningen in de voetbalpiramide in 2016, speelde Van der Lei achttien wedstrijden in de Derde divisie zaterdag voor Jong Groningen. In 2017 vertrok hij naar Willem II, waar hij een seizoen reservekeeper was achter Wellenreuther en Branderhorst. In 2018 vertrok hij naar het Zweedse Dalkurd FF, waar hij zijn debuut in het betaald voetbal maakte. Dit was op 23 juli 2018, in de met 4-1 verloren uitwedstrijd tegen Hammarby IF. Van der Lei kreeg in de eerste helft vier doelpunten tegen en brak bovendien een vinger. Nadat zijn contract aan het einde van 2018 afliep, trainde hij een half jaar mee met FC Emmen. In de zomer tekende hij een contract bij deze club. Nadat zijn contract in 2021 afliep, stopte hij met betaald voetbal en ging hij bij de amateurs van VV Pelikaan-S voetballen.

### Statistieken
| Seizoen                       | Club           | Competitie     | Competitie | Competitie | Beker | Beker | Internationaal | Internationaal | Overig | Overig | Totaal | Totaal |
| Seizoen                       | Club           | Competitie     | Wed.       | Dlp.       | Wed.  | Dlp.  | Wed.           | Dlp.           | Wed.   | Dlp.   | Wed.   | Dlp.   |
| ----------------------------- | -------------- | -------------- | ---------- | ---------- | ----- | ----- | -------------- | -------------- | ------ | ------ | ------ | ------ |
| 2011/12                       | FC Groningen   | Eredivisie     | 0          | 0          | 0     | 0     | –              | –              | –      | –      | 0      | 0      |
| 2012/13                       | FC Groningen   | Eredivisie     | 0          | 0          | 0     | 0     | –              | –              | 0      | 0      | 0      | 0      |
| 2013/14                       | FC Groningen   | Eredivisie     | 0          | 0          | 0     | 0     | –              | –              | 0      | 0      | 0      | 0      |
| 2014/15                       | → FC Emmen     | Eerste divisie | 0          | 0          | 0     | 0     | –              | –              | 0      | 0      | 0      | 0      |
| 2014/15                       | FC Groningen   | Eredivisie     | 0          | 0          | 0     | 0     | 0              | 0              | –      | –      | 0      | 0      |
| 2015/16                       | FC Groningen   | Eredivisie     | 0          | 0          | 0     | 0     | 0              | 0              | 0      | 0      | 0      | 0      |
| 2016/17                       | FC Groningen   | Eredivisie     | 0          | 0          | 0     | 0     | –              | –              | 0      | 0      | 0      | 0      |
| 2017/18                       | Willem II      | Eredivisie     | 0          | 0          | 0     | 0     | –              | –              | –      | –      | 0      | 0      |
| 2018                          | Dalkurd FF     | Allsvenskan    | 4          | 0          | 0     | 0     | –              | –              | –      | –      | 4      | 0      |
| 2019/20                       | FC Emmen       | Eredivisie     | 0          | 0          | 0     | 0     | –              | –              | –      | –      | 0      | 0      |
| 2020/21                       | FC Emmen       | Eredivisie     | 0          | 0          | 0     | 0     | 0              | 0              | 0      | 0      | 0      | 0      |
| Carrièretotaal                | Carrièretotaal | Carrièretotaal | 4          | 0          | 0     | 0     | 0              | 0              | 0      | 0      | 4      | 0      |
| Bijgewerkt op 9 februari 2022 |                |                |            |            |       |       |                |                |        |        |        |        |